# ويلما نيوهود-دروتشن
ويلما نيوهود-دروتشن (بالإنجليزية: Wilma Newhoudt-Druchen)‏ سياسية جنوب أفريقية وأول امرأة صماء في البرلمان .  التحقت بجامعة جالوديت وانتخبت نائبة رئيس الاتحاد العالمي للصم في عام 2011. 